# Pistolet Beretta 87 Target
Beretta 87 Target – włoski sportowy pistolet samopowtarzalny kalibru 5,6 mm. W ofercie firmy Beretta od 2000 roku. Zastąpiła w ofercie firmy Beretta  pistolet Beretta 89. Beretta 87 Target pod względem budowy wewnętrznej jest zbliżony do pistoletu Beretta Cheetah, a zwłaszcza do jego wersji kalibru .22 LR czyli Modelu 87.
Beretta 87 Target jest bronią samopowtarzalną, działającą na zasadzie odrzutu zamka swobodnego. Mechanizm spustowo-uderzeniowy kurkowy, pojedynczego działania. Pistolet wyposażony jest w bezpiecznik nastawny którego skrzydełko znajduje się z lewej strony szkieletu (bezpiecznik blokuje kurek i spust) i zatrzask zamka. Pistolet jest zasilany z jednorzędowego magazynka pudełkowego. Przyrządy celownicze składają się z muszki i regulowanej szczerbinki. Obudowa lufy wykonana podobnie jak szkielet ze stopu lekkiego ma w górnej części szynę Weavera przeznaczoną do montażu celowników optycznych i kolimatorowych.